# Scorpidium cossonii
Scorpidium cossonii (deutsch Gelbgrünes Skorpionsmoos oder Mittleres Skorpionsmoos) ist eine Laubmoos-Art aus der Familie Scorpidiaceae. Der Name bezieht sich auf Ernest Saint-Charles Cosson (1819–1889), einem französischen Botaniker. Häufigere Synonyme sind Drepanocladus cossonii (Schimp.) Loeske, Drepanocladus intermedius (Lindb.) Warnst.

## Merkmale
Scorpidium cossonii bildet mit seinen mittelkräftigen Pflanzen lockere bis dichte, grüne, gelbgrüne oder braune Rasen. Die Stämmchen sind meist entfernt fiedrig. Die Blätter sind aus eiförmiger Basis in die Spitze verschmälert, sichelförmig gebogen und haben nahe der Blattspitze fein gezähnelte, sonst glatte Ränder. Die einfache, relativ dünne Rippe endet in der oberen Blatthälfte.
Die Laminazellen der Blattmitte sind 14 bis 95 (maximal 120) Mikrometer lang, getüpfelt, linealisch, die Zellenden schräg oder nur kurz zugespitzt. Die wenigen (2 bis 10) Blattflügelzellen sind hyalin, stark aufgeblasen und sehr hinfällig.
Die Geschlechterverteilung ist diözisch, Kapseln sind sehr selten. Die Seta ist bis 4 Zentimeter lang, die länglich-zylindrische Kapsel etwas gebogen und mehr oder weniger waagrecht, der Kapseldeckel gewölbt kegelig und gespitzt. Die Sporengröße beträgt 14 bis 21 Mikrometer.

## Ähnliche Arten
Scorpidium cossonii und das recht ähnliche Scorpidium revolvens wurden oft als nur eine Art angesehen. Scorpidium revolvens unterscheidet sich durch oft rötlich getönte Pflanzen, längere Laminazellen mit lang und spitz zulaufenden Zellenden sowie autözische Geschlechterverteilung.
Weitere Verwechslungsmöglichkeiten sind: mit Cratoneuron commutatum (mit Paraphyllien, kräftiger Rippe und meist gezähntem Blattrand), mit Hamatocaulis vernicosus (Zentralstrang fehlt, keine Blattflügelzellen), mit Drepanocladus sendtneri (kräftige Rippe, dickwandige Blattflügelzellen), mit Warnstorfia exannulata (große Blattflügelzellen, die fast bis zur Rippe reichen, gezähnter Blattrand).

## Standortansprüche
Die Art wächst an kalkreichen oder mindestens basenreichen Standorten an nassen Stellen in Nieder- und Zwischenmooren, an quelligen Orten, in Wasserrinnen und ähnlichen.

## Verbreitung
Verbreitungsgebiete sind Europa, Nord-, Ost- und Zentralasien, Nord- und Südamerika.

## Gefährdung
In Deutschland war die Art früher an geeigneten Standorten durch das ganze Gebiet vom Flachland bis in die Alpen verbreitet. Heute findet man sie in größeren Beständen fast nur mehr in den Mooren am Alpenrand, in den meisten anderen Gebieten ist sie durch Zerstörung der Wuchsgebiete sehr stark zurückgegangen und in vielen Gegenden ausgestorben.